# کلودیو بونانی
کلودیو بونانی (انگلیسی: Claudio Bonanni؛ زادهٔ ۵ مارس ۱۹۹۷) بازیکن فوتبال اهل ایتالیا است.
از باشگاه‌هایی که در آن بازی کرده‌است می‌توان به باشگاه فوتبال آ.ث. میلان اشاره کرد.